# Forêts des Muskwa et du Lac des Esclaves
Localisation
Les forêts des Muskwa et du Lac des Esclaves forment une écorégion terrestre nord-américaine du type forêts boréales, taïga du World Wildlife Fund, qui s'étend de la chaîne des Muskwa (en) dans les Rocheuses jusqu'à la rive occidentale du Grand Lac des Esclaves.

## Répartition
Les forêts des Muskwa et du Lac des Esclaves recouvrent le nord-est de la Colombie-Britannique, le nord-ouest de l'Alberta et la vallée de la rivière Mackenzie dans le sud-ouest des Territoires du Nord-Ouest. 

## Climat
La température moyenne annuelle varie entre −2 °C et −6,5 °C.  La température hivernale moyenne varie entre −18 °C et −24,5 °C alors que la température moyenne estivale est d'environ 12,5 °C.  Le taux de précipitations annuel se situe entre 250 mm et 500 mm.

## Caractéristiques biologiques
L'écorégion est composée principalement de peupliers faux-trembles, d'épinettes blanches et de sapins baumiers avec, en moindre proportion, des peupliers baumiers et des épinettes noires. Cette écorégion abrite une importante population de bisons.  

## Conservation
On estime qu'environ 75 % de cette écorégion est toujours intacte.  Les principales causes de perturbation sont l'exploitation forestière, les lignes sismiques et les passages de pipe-lines.